# Митреј
Митреј (лат. mithraeum) је храм посвећен култу бога Митре. Митреји су углавном били грађени испод земље или су уклесивани у стену. Ово релативно мало светилиште било је довољно за мале заједнице Митриних верника. Највећи познати митреј могао је примити 80 верника. За разлику од хришћанског света, где су сходно већим заједницама грађене веће богомоље, у митраизму је повећаван њихов број али не и обим. Пошто поједини митреји углавном нису дуго коришћени, њихов велики број не сведочи о броју верника. До данас је откривено преко 1.000 митреја широм територије некадашњег Римског царства.